# South Hampton
South Hampton és una població dels Estats Units a l'estat de Nou Hampshire. Segons el cens del 2007 tenia 881 habitants.

## Demografia
Segons el cens del 2000, South Hampton tenia 844 habitants, 301 habitatges, i 244 famílies. La densitat de població era de 41,4 habitants per km².
Dels 301 habitatges en un 34,9% hi vivien nens de menys de 18 anys, en un 69,1% hi vivien parelles casades, en un 7,6% dones solteres, i en un 18,9% no eren unitats familiars. En el 13% dels habitatges hi vivien persones soles el 6,3% de les quals corresponia a persones de 65 anys o més que vivien soles. El nombre mitjà de persones vivint en cada habitatge era de 2,8 i el nombre mitjà de persones que vivien en cada família era de 3,07.
Per edats la població es repartia de la següent manera: un 24,9% tenia menys de 18 anys, un 4,3% entre 18 i 24, un 28,7% entre 25 i 44, un 28,7% de 45 a 60 i un 13,5% 65 anys o més.
L'edat mediana era de 40 anys. Per cada 100 dones de 18 o més anys hi havia 89,3 homes.
La renda mediana per habitatge era de 63.750$ i la renda mediana per família de 75.778$. Els homes tenien una renda mediana de 45.156$ mentre que les dones 30.625$. La renda per capita de la població era de 28.287$. Entorn del 0,8% de les famílies i el 2,7% de la població estaven per davall del llindar de pobresa.